# Bjurtjärn, Storfors kommun
Bjurtjärn är kyrkbyn i Bjurtjärns socken i Storfors kommun. I orten ligger Bjurtjärns kyrka.